# Camellia indochinensis
Espèce
Classification phylogénétique
Statut de conservation UICN

 NT  : Quasi menacé
Camellia indochinensis est une espèce de plantes à fleurs du genre Camellia de la famille des Theaceae.